# Nomia fulvata
Nomia fulvata là một loài Hymenoptera trong họ Halictidae. Loài này được Fabricius mô tả khoa học năm 1804.